# Retama dasycarpa
Espèce
Synonymes
- Genista dasycarpa

Retama dasycarpa est une espèce de plantes à fleurs de la famille des Fabaceae. C’est un arbuste endémique du Maroc. C'est une plante adaptée au climat des montagnes de l'Atlas.

## Taxinomie

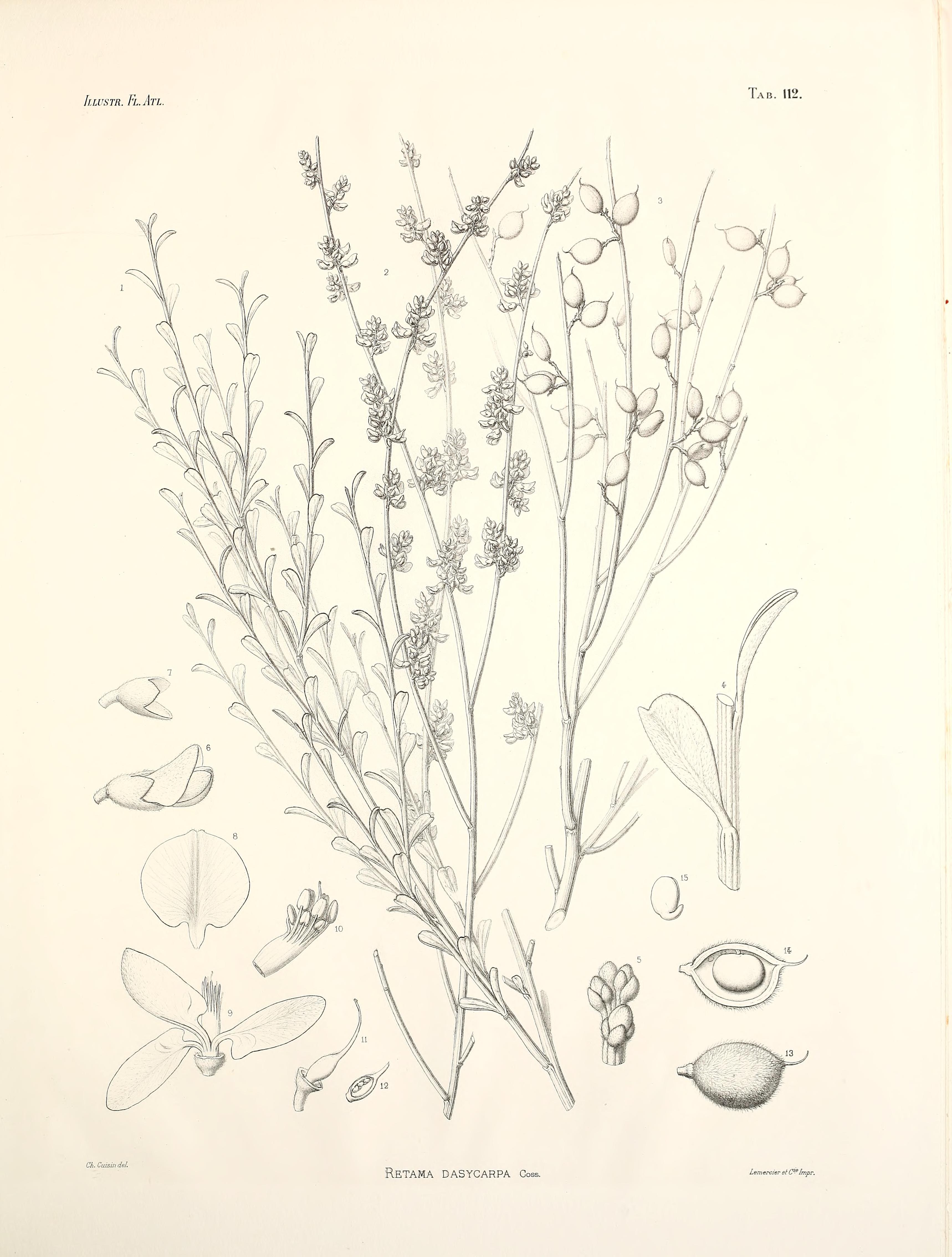
Tab. 112 Illustrationes florae Atlanticae.

Cette espèce a été décrite pour la première fois en 1878 par Ernest Cosson  et John Ball en tant que Genista dasycarpa, puis elle a été adoptée sous le nom de Retama dasycarpa dans une publication datant de 1892 attribuée à Cosson. 
Selon le Conservatoire et Jardin Botaniques de la ville de Genève, cette espèce a un seul synonyme accepté Genista dasycarpa; cependant Lygos dasycarpa (Coss.) Jäger est un synonyme possible.

## Description et écologie
C'est une plante pérenne non grimpante, poussant sous forme d'arbustes touffus dans les zones humides des régions semi-désertiques en altitude.